# Vita
Vita er et pigenavn, der er den feminine udgave af Vitus. Navnet stammer fra latin vita, der betyder "liv". Navnet findes også i varianterne Vitta og Vitha samt alle varianter med W som begyndelsesbogstav, og 1718 danskere bar et af disse navne i 2023 ifølge Danmarks Statistik.

## Kendte personer med navnet
- Vita Andersen, dansk forfatter.
- Vita Sackville-West, engelsk forfatter.

## Andre betydninger
Vita er en beskrivelse af et levnedsløb. Et vita er en levnedsskildring med kortfattede oplysninger om de væsentlige forhold, begivenheder og gøremål i en persons liv – dvs. en mindre biografi. Et vita kan også være et curriculum vitæ.
Når et vita beskriver levnedsløb og død hos en helgen eller en martyr betgenes det hagiografi.
- Curriculum vitae, en kort levnedsbeskrivelse.
- Aqua vitae, den oprindelige form af akvavit.
- Opel Vita er en tidligere bilmodel.
- PlayStation Vita er en spillekonsol.